# Kanato de Jara-Jitai

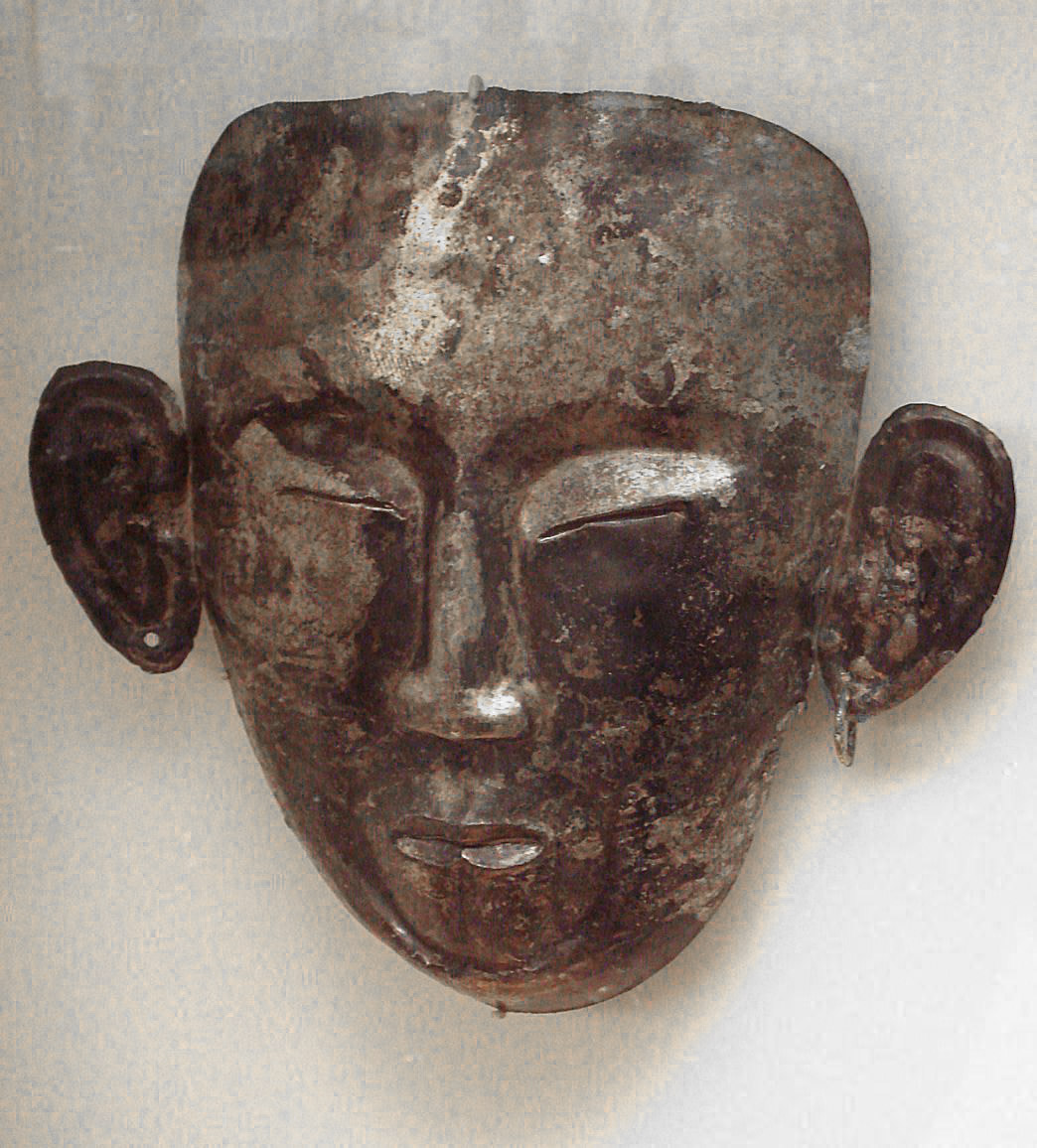
Máscara funeraria liao, un antecesor de los kara-kitai, siglos X-XII.

El kanato de Jara-Jitai, también conocido como los khara-khitai o qara-jitai (en mongol: Хар Хятад; alternativamente conocidos como los «Khitán Negro» o «Catai Negra», y también como Liao Occidental, en chino tradicional, 西遼; en chino simplificado, 西辽; pinyin, Xī Liáo, y oficialmente el Gran Liao, en chino tradicional, 大遼; en chino simplificado, 大辽; pinyin, Dà Liáo),  fue un imperio (1124-1218) sinizado en Asia Central, un Estado sucesor de la dinastía Liao gobernado por el clan kitano de Yelü. La dinastía fue fundada por Yelü Dashi (emperador Dezong de Liao), quien guio a los remanentes de la dinastía Liao desde Manchuria a Asia Central después de huir de la conquista de su tierra natal por los yurchen de la dinastía Jin en el norte y noreste de la China actual. El imperio fue usurpado por los naimanos bajo Kuchlug en 1211. Las fuentes tradicionales chinas, persas y árabes consideran que la usurpación fue el final de la dinastía, aunque el imperio no caería hasta la conquista de los mongoles en 1218. Los historiadores chinos consideran que Kara-kitai son una dinastía legítima de China, como es el caso de la dinastía Liao anterior.

## Nombres

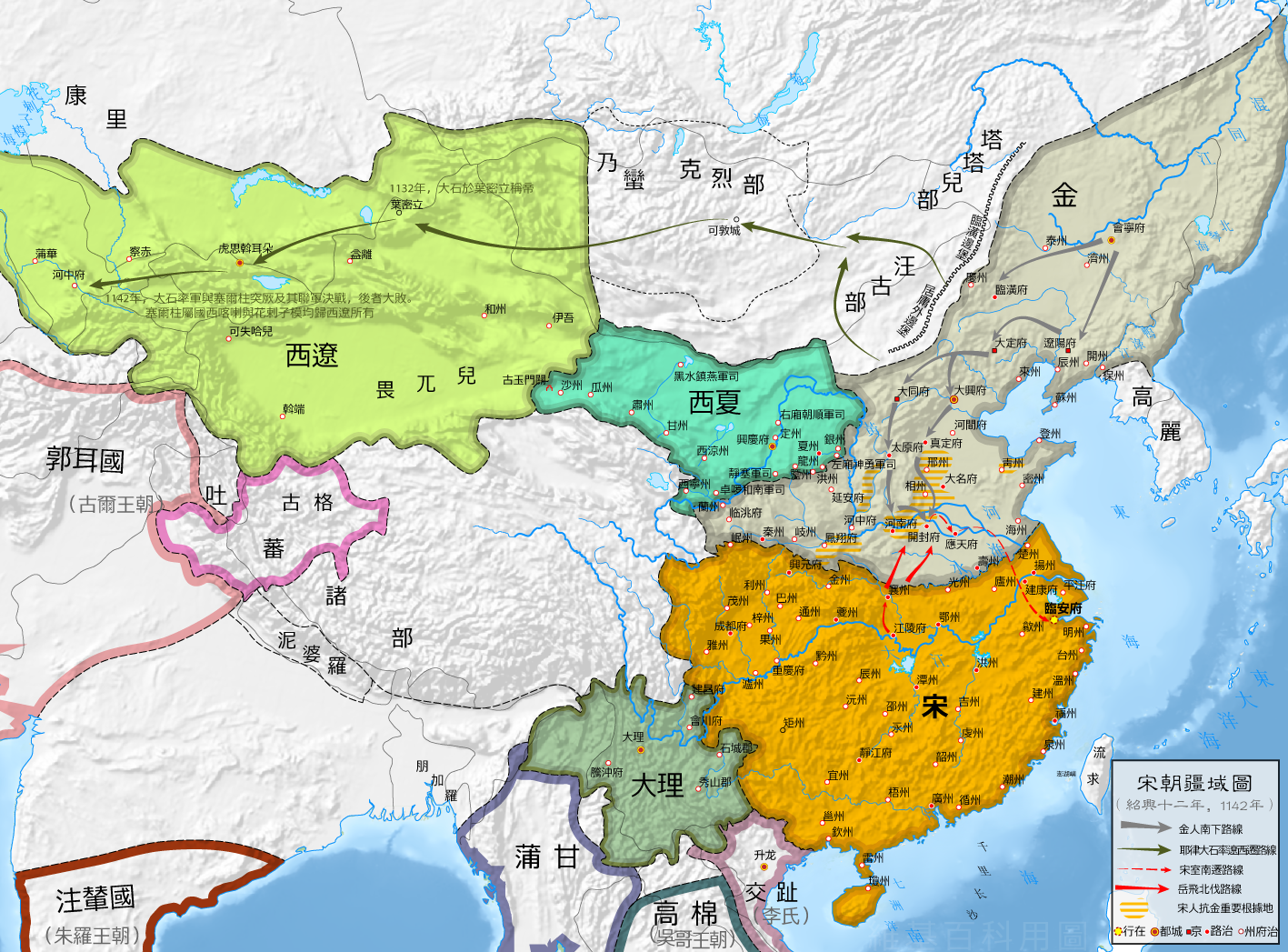
Asia oriental y Asia central en 1142 d. C. Los Kara-kitai (Liao occidental) se destacan en verde lima en el noroeste; la dinastía Jin en gris en el noreste; los Xia occidental en turquesa; las Song meridionales en naranja; y el reino de Dali en verde oscuro.

Los Jara-Jitai asumieron la parafernalia de un Estado chino y heredaron el nombre dinástico de "Gran Liao" (大遼). Por lo tanto, los historiadores chinos, coreanos, japoneses y vietnamitas generalmente se refieren al imperio como el "Liao Occidental" (西遼), enfatizando su continuación de la dinastía Liao.
El nombre «Khara-khitai» (喀喇契丹; comúnmente usado por las tribus de Asia central para referirse a la dinastía) también se usa comúnmente en trabajos académicos occidentales. La frase a menudo se traduce como Khitanos negros en turco, pero su significado original no está claro hoy. En mongol, "Khara-Khitan" se traduce como "Хар Хятан" (Khar Khitan). Dado que en la actualidad no sobreviven registros directos del imperio, los únicos registros históricos que sobreviven sobre el imperio provienen de fuentes extranjeras.
También se ha visto el uso de «khitanos Negros» (黑契丹) en chino. «Qara», que literalmente significa 'negro', se corresponde con el color dinástico negro de Liao y su elemento dinástico Agua, según la teoría de los Cinco Elementos (wuxing). Los yurchen se refirían al imperio como Dashi o Dashi Linya  (en honor a su fundador), para reducir cualquier reclamación que el imperio pudiera haber tenido sobre los antiguos territorios de la dinastía Liao. Los historiadores musulmanes inicialmente se refirieron al Estado simplemente como Khitay o Khitai; pueden haber adoptado esta forma de "Kitan" a través de los uigures del reino de Qocho en cuyo idioma la -n o -ń final se convirtió en -y. Solo después de la conquista de los mongoles se empezó a hacer referencia al Estado en el mundo musulmán como Khara-khitai o Qara-Khitai. Khara-khitai o Kitán es el origen de "Catay", un nombre extranjero para China.

## Historia

### Fundación de los Kara-kitai
El imperio Khara-khitai fue establecido por Yelü Dashi, quien condujo a los nómadas kitanos al oeste a través de Mongolia después del colapso de la dinastía Liao. Los yurchen, una vez vasallos de los kitán, se habían aliado con la dinastía Song y habían derrocado a Liao. Yelü reclutó a los kitán y a otras tribus para formar un ejército, y en 1134 capturó la ciudad de Balasagun del kanato de Kara-Khanid, lo que marcó el comienzo del imperio Kara-khitai en Asia central. A las fuerzas kitanas pronto se unieron 10 000 kitanos, que habían sido súbditos del kanato karajánida. Los kitanos luego conquistaron Kashgar, Khotan y Beshbalik. Los kitanos derrotaron al kanato karajánida occidental en Khujand en 1137, lo que finalmente les llevó a controlar el valle de Fergana. Ganaron la batalla de Qatwan contra los karajánidas occidentales y el Imperio selyúcida el 9 de septiembre de 1141, lo que permitió a los kitanos tomar el control de Transoxiana.
Yelü Dashi originalmente esperaba recuperar el norte de China de la dinastía Jin y recuperar los territorios que una vez estuvieron en manos de la dinastía Liao. Sin embargo, pronto descubrió la relativa debilidad de su imperio frente a la dinastía Jin y abandonó la idea después de un desastroso ataque a la dinastía Jin en 1134. El Liao Occidental continuó desafiando la supremacía de los Jin en 1146 y continuó enviando exploradores y pequeñas unidades militares contra los Jin en 1156, en 1177, en 1185 y en 1188. Esto refleja que durante las dos primeras generaciones hubo un interés considerable en la reconquista.

### Sucesores de Yelü Dashi
Cuando Yelü Dashi murió, su esposa, Xiao Tabuyan  (1143-1150) se convirtió en regente de su hijo. El hijo, Yelü Yilie, gobernó desde 1150 hasta 1163, para ser sucedido por su hermana, Yelü Pusuwan (1164-1177). Luego se enamoró del hermano menor de su esposo, Xiao Fuguzhi. Fueron ejecutados en 1177 por el padre de su esposo, Xiao Wolila, quien luego colocó a su hijo Yelü Zhilugu (1178-1211) en el trono. El imperio se vio debilitado por rebeliones y guerras internas entre sus vasallos, especialmente durante las últimas partes de su historia.
Durante este período, el imperio se contrajo en el noreste cuando en 1175 los naimanos del este de Altái y los qangli del norte del lago Balkhash se sometieron parcialmente a los yurchen. En el oeste hubo muchos conflictos con Corasmia relacionados con el impago de tributos y los aspirantes rivales al trono. A finales del período se expandió hacia el sur como el Imperio corasmio hasta que fue conquistado por los mongoles en 1220, dos años después de los Kara-kitai. En el sur, los vasallos karajánidas fueron retenidos a la ligera y participaron en varios conflictos entre ellos, kara kitai, corasmios y gúridas.

### Usurpación de Kuchlug y fin del kanato
En 1208, un príncipe de Naiman, Kuchlug, huyó de su tierra natal después de ser derrotado por los mongoles. Kuchlug fue recibido en el imperio de los Kara-kitai y se le permitió casarse con la hija de Zhilugu. Sin embargo, en 1211, Kuchlug se rebeló y más tarde capturó a Yelü Zhilugu mientras este último cazaba. A Zhilugu se le permitió permanecer como el gobernante nominal, pero murió dos años después, y muchos historiadores consideraron su muerte como el fin del imperio Kara-kitai. En 1216, Gengis Kan envió a su general Jebe a perseguir a Kuchlug; Kuchlug huyó, pero en 1218, finalmente fue capturado y decapitado. Los mongoles conquistaron por completo los antiguos territorios de los Kara-kitai en 1220.

### Consecuencias
Los Kara-kitai fueron absorbidos por el Imperio mongol; un segmento de las tropas de los Kara-kitai ya se había unido previamente al ejército mongol que luchaba contra Kuchlug. Otro segmento de los Kara-kitai, en una dinastía fundada por Buraq Hajib, sobrevivió en Kermán como vasallo de los mongoles, pero dejó de existir como entidad durante el reinado de Öljeitü (r. 1304-1316) del Ilkanato.  Los Kara-kitai se dispersaron ampliamente por toda Eurasia como parte del ejército mongol. En el siglo XIV, comenzaron a perder su identidad étnica, aunque se pueden encontrar rastros de su presencia en nombres de clanes o topónimos desde Afganistán hasta Moldavia. Hoy en día, una tribu de kitanos todavía vive en el norte de Kirguistán.

## Administración
Los kitanos gobernaban desde su capital establecida en Balasagun (en la actual Kirguistán), controlando directamente la región central del imperio. El resto de su imperio estaba formado por estados vasallos altamente autónomos, principalmente Corasmios, los Karlukos, el reino de Qocho de los uigures, los kankalis y los karajánidas occidentales, orientales y de Fergana. Los naimanos que llegaron tarde también se convirtieron en vasallos, antes de usurpar el imperio bajo Kuchlug.
Los gobernantes kitanos adoptaron muchos elementos administrativos de la dinastía Liao, incluido el uso de la administración confuciana y de los adornos imperiales. El imperio también adoptó el título de Gurkhan  (kan universal). Los kitanos usaban el calendario chino, mantenían títulos imperiales y administrativos chinos, daban nombres de reinado a sus emperadores, usaban monedas de estilo chino y enviaban sellos imperiales a sus vasallos.  Aunque la mayoría de sus títulos administrativos derivaban del chino, el imperio también adoptó títulos administrativos locales, como tayangyu (túrquico) y visir.
Los kitanos mantuvieron sus viejas costumbres, incluso en Asia central. Siguieron siendo nómadas, se adhirieron a su vestimenta tradicional y mantuvieron las prácticas religiosas seguidas por los kitanos de la dinastía Liao. La élite gobernante trató de mantener los matrimonios tradicionales entre el clan del rey Yelü y el clan de la reina Xiao, y se mostró muy reacia a permitir que sus princesas se casaran con extraños. Los kitanos de Kara-kitai siguieron una mezcla de budismo y religión tradicional kitana, que incluía el culto al fuego y las costumbres tribales, como la tradición de sacrificar un buey gris con un caballo blanco. En una innovación única de los Qara Khitai, los kitanos pagabann el salario de sus soldados.
El imperio gobernaba sobre una población diversa que era bastante diferente de sus gobernantes. La mayoría de la población era sedentaria, aunque la población de repente se volvió más nómada durante el fin del imperio, debido a la afluencia de naimanos. La mayoría de sus súbditos eran musulmanes, aunque una minoría significativa practicaba el budismo y el nestorianismo. Aunque el chino y el kitán eran los principales idiomas de administración, el imperio también se administraba en persa y uigur.

## Relación con China
En la historiografía china, los Kara-kitai se llaman comúnmente "Liao occidental" (西遼) y se considera una dinastía china legítima, como es el caso de la dinastía Liao. La historia de los Qara Khitai se incluyó en la Historia de Liao (una de las Veinticuatro Historias), que fue compilada oficialmente durante la dinastía Yuan por Toqto'a  y otros.
Después de la dinastía Tang, los imperios chinos no-Han ganaron prestigio al conectarse con China, y los Gurkans kitanos usaron el título de «emperador chino», y también fueron llamados «Khan de Chīn».  Los Kara-kitaii utilizaron la «imagen de China» para legitimar su gobierno ante los asiáticos centrales. El emperador chino, junto con los gobernantes de los turcos, los árabes, la India y los romanos bizantinos, eran conocidos por los escritores islámicos como los «cinco grandes reyes» del mundo. Los Kara-kitai mantuvieron los adornos de un estado chino, como monedas chinas, títulos imperiales chinos, el sistema de escritura chino, tabletas, sellos y productos chinos usados como porcelana, espejos, jade y otras costumbres chinas. Se ha sugerido que la adhesión a las tradiciones chinas de Liao sería una de las razones por las que los Kara-kitai no se convirtieron al Islam. A pesar de los adornos chinos, había comparativamente pocos chinos Han entre la población de los Kara-kitai.  Estos chinos han habrían vivido en Kedun durante la dinastía Liao, y en 1124 emigraron con los kitanos bajo Yelü Dashi.junto con otras personas de Kedun, como las tribus Bohai, yurchen y mongoles, así como otros kitanos además del clan consorte de Xiao.
El gobierno de los Kara-kitai sobre la mayoría musulmana de Asia central tuvo el efecto de reforzar la opinión entre algunos escritores musulmanes de que Asia central estaba vinculada a China a pesar de que la dinastía Tang había perdido el control de la región hacía ya unos cientos de años. Marwazī escribió que Transoxania era una antigua parte de China,  mientras que Fakhr al-Dīn Mubārak Shāh definió China como parte de «Turkestán», y las ciudades de Balāsāghūn y Kashghar  se consideraban parte de China.

### Legado
La asociación de los kitanos con China significó que el rastro más perdurable del poder de kitanos son los nombres que se derivan de él, como Catai, que es la denominación latina medieval de China. Los nombres derivados de Khitai todavía están vigentes en el uso moderno, como los nombres de China en ruso (Kitái), búlgaro, uzbeko, mongol  (Qitad) y uigur (Hitay). Sin embargo, el uso del nombre Khitai para significar «China» o «chino» por hablantes túrquicos dentro de China, como los uigures, es considerado peyorativo por las autoridades chinas, que intentaron prohibirlo.

## Sellos

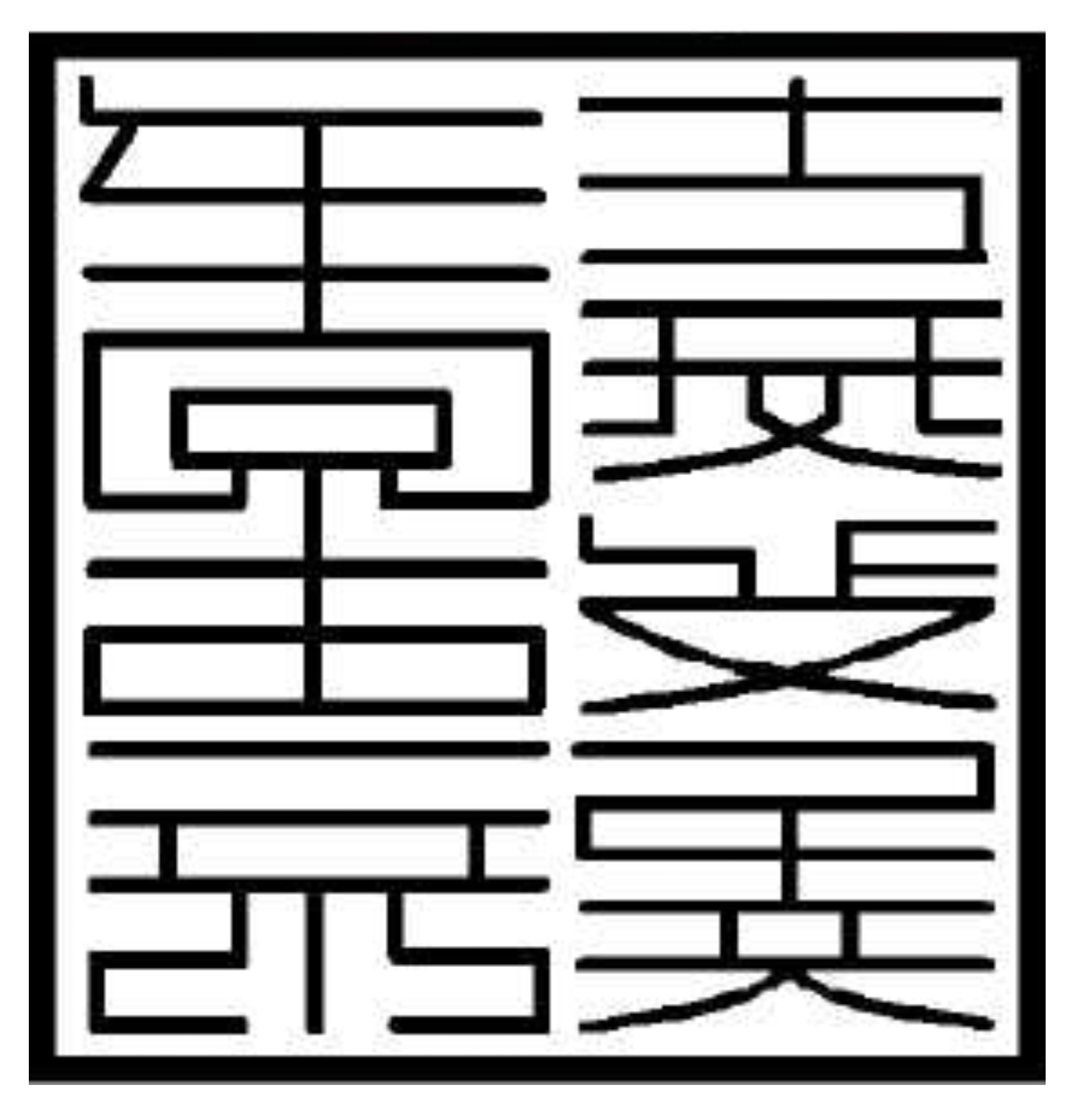
Una inscripción en escritura kitán grande en un sello oficial de estilo chino.

En otoño del año 2019 se descubrió un sello de bronce tipo chino cerca de un caravasar que se encontraba cerca de la meseta de Ustyurt. Este precinto tiene un peso de 330 gramos y tiene unas dimensiones de 50x52x13 mm con un asa de 21 milímetros de altura. La inscripción del sello está escrita en escritura kitán grande y tiene 20 caracteres. Este fue el primer sello que podría atribuirse con seguridad al período de Liao occidental, ya que se atribuye que fue creado durante el tercer mes del año Tianxi 20 (o el año 1197 en el calendario gregoriano) durante el reinado del emperador Yelü Zhilugu. El descubrimiento de este sello indicó además que el kanato de los Kara-kitai adoptó la práctica administrativa china, ya que tales sellos se usaban comúnmente en el aparato del gobierno imperial chino.
En 2020, no estaba claro si existían las mismas regulaciones sobre sellos en Kara-kitai que en la China imperial y si los tamaños de los sellos de Liao occidental estaban estandarizados o no.

## Soberanos de Jara-Jitai
| Nombres de templos (廟號 miàohào) | Nombres póstumos (諡號 shìhào)                                          | Nombres de nacimiento                                    | Convención[cita requerida]          | Periodo de reinado | Nombres de era (年號 niánhào) y su rango de años correspondiente         |
| --- | ----------------------------------------------------------------------- | -------------------------------------------------------- | ----------------------------------- | ------------------ | ------------------------------------------------------------------------ |
| 1. Dezong (德宗 Dézōng) | Emperador Tianyou Wulie (天祐武烈帝 Tiānyòu Wǔliè Dì)                   | Yelü Dashi (耶律大石 Yēlǜ Dàshí o 耶律達實 Yēlǜ Dáshí) 1 | Uso del nombre de nacimiento        | 1124-1144          | Yanqing (延慶 Yánqìng) 1124 o 1125-1134 Kangguo (康國 Kāngguó) 1134-1144 |
| No aplicable | Emperatriz Gantian (感天皇后 Gǎntiān Huánghòu) (regente)                | Xiao Tabuyan (蕭塔不煙 Xiāo Tǎbùyān)                     | Liao occidental + nombre póstumo    | 1144-1150          | Xianqing (咸清 Xiánqīng) 1144–1150                                       |
| 2. Emperador Renzong (仁宗 Rénzōng) | No usado para este soberano                                             | Yelü Yilie (耶律夷列 Yēlǜ Yíliè)                         | Liao occidental + nombre del templo | 1150-1164          | Shaoxing (紹興 Shàoxīng) or Xuxing (Xùxīng 續興)2 1150-1164              |
| No aplicable | Emperatriz viuda Chengtian (承天太后 Chéngtiān Tàihòu) (regente)        | Yelü Pusuwan (耶律普速完 Yēlǜ Pǔsùwán)                   | "Western Liao" + nombre póstumo     | 1164-1178          | Chongfu (崇福 Chóngfú) 1164-1178                                         |
| 3. No existe | Mozhu (末主 Mòzhǔ "último Señor") o Modi (末帝 Mòdì "último emperador") | Yelü Zhilugu (耶律直魯古 Yēlǜ Zhílǔgǔ)                   | Uso del nombre de nacimiento        | 1178-1211          | Tianxi (天禧 Tiānxī) 1178-1218                                           |
| No existe | No existe                                                               | Kuchlug (Ch. 屈出律 Qūchūlǜ)                             | Uso del nombre de nacimiento        | 1211-1218          |                                                                          |
| 1 "Dashi" podría ser el título chino "Taishi", que significa "visir"; o podría significar "Piedra" en turco, como sugiere la transliteración china. 2 Las monedas de Liao Occidental recientemente descubiertas tienen el nombre de época "Xuxing", lo que sugiere que el nombre de era "Shaoxing" registrado en fuentes chinas puede ser incorrecto. |                                                                         |                                                          |                                     |                    |                                                                          |

## Galería de imágenes

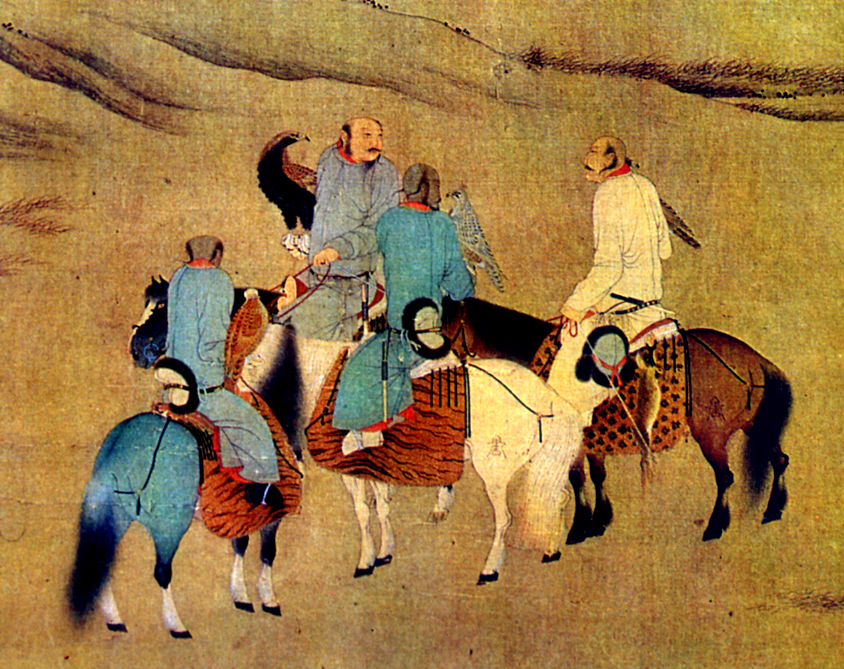
Los kitán en el siglo X, antepasados de los kara-kitano.
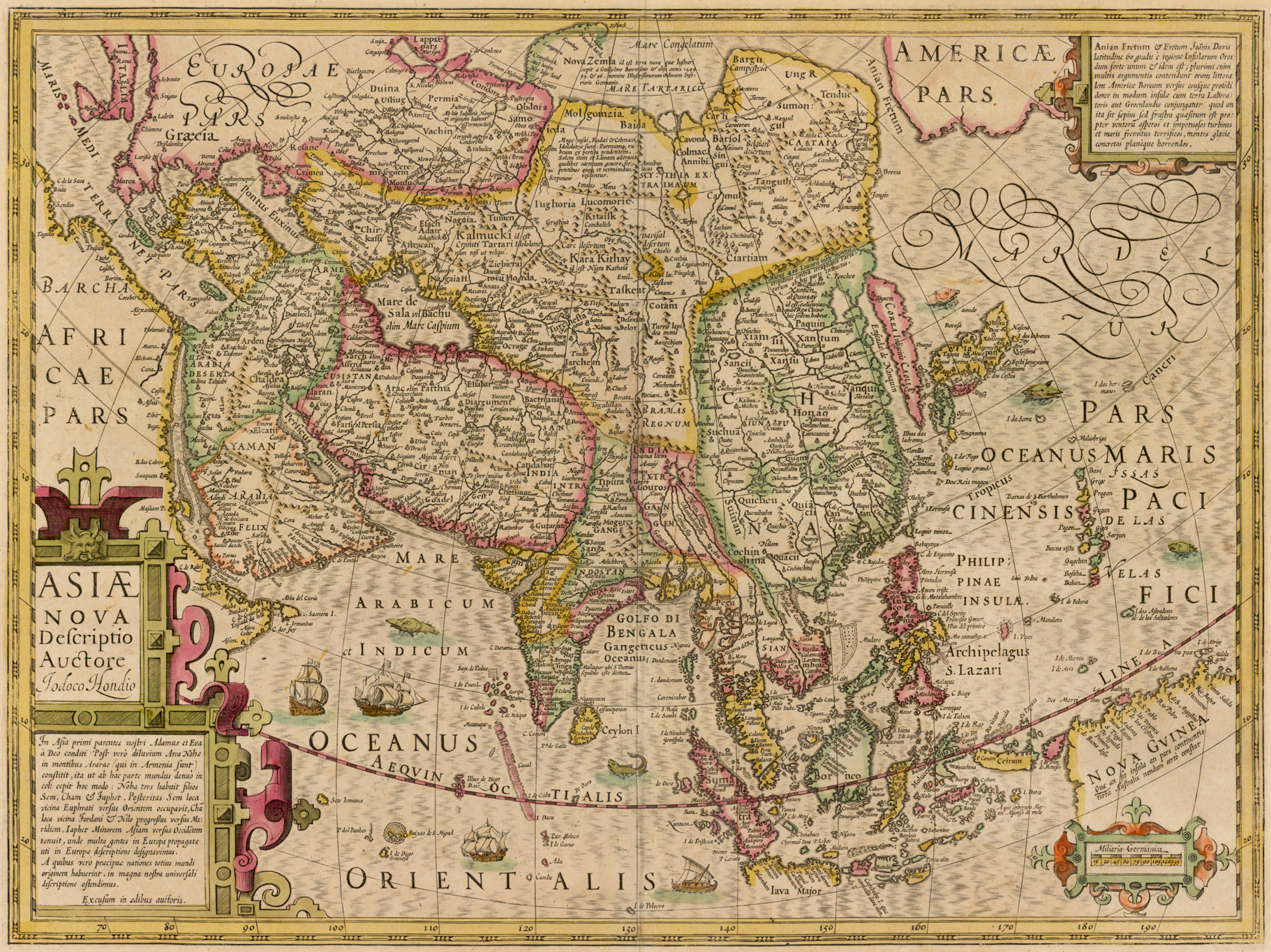
Los mapas europeos mostraban la tierra de los «Kara-Kithay» en algún lugar de Asia Central siglos después del colapso de Jara-Jitai. Este mapa de 1610 de Jodocus Hondius lo ubica al norte de Taskent.
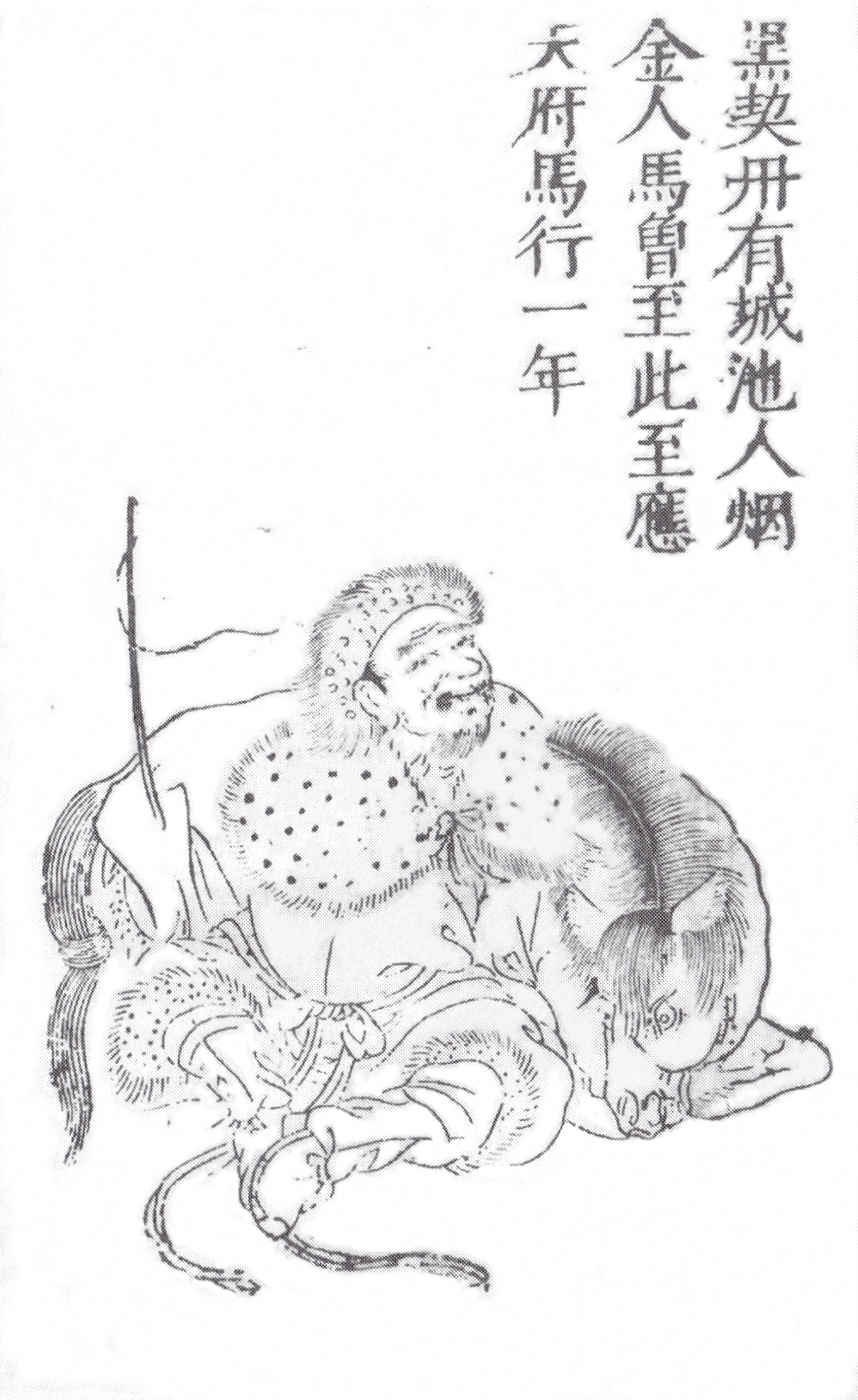
Retrato de un hombre kara-kitano.
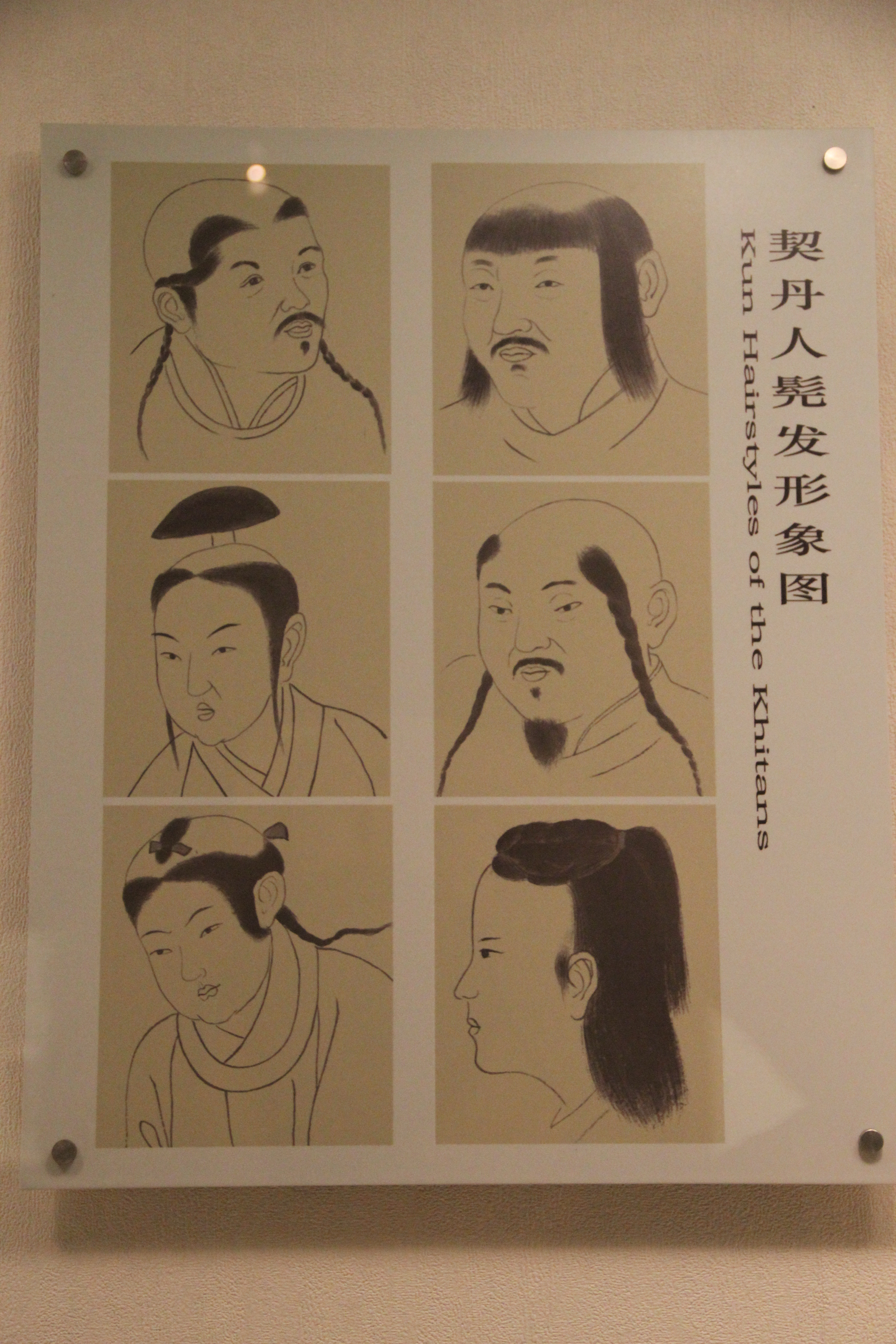
Peinados kitán.